# パラセタモール中毒
バラセタモール中毒（パラセタモールちゅうどく、Paracetamol poisoning）、またはアセトアミノフェン中毒（アセトアミノフェンちゅうどく、acetaminophen poisoning）は、医薬品であるパラセタモール(アセトアミノフェン)の過度な服用により発症する中毒である。過剰摂取から24時間以内に何らかの症状がほとんどの人に診られる。それらの症状には、疲労感、腹痛、吐き気などがあげられる。その後、症状が無い状態が数日過ぎた後に急性肝不全による、黄疸、血液凝固障害、混乱などを発症する 。加えて、腎不全、膵炎、低血糖症、乳酸アシドーシスなどの合併症を引き起こすこともある。死に至らない場合は数週間で完治する。治療をせず回復する場合と死に至る場合がある。
パラセタモール中毒には偶発的な場合と自殺を試みる為の意図的な場合がある。中毒のリスク要因にはアルコール依存症、栄養失調、その他の特定の薬を常飲していることなどがあげられる。肝障害はパラセタモールそのものが原因ではなく、パラセタモールの代謝産物であるN-アセチル-ｐ-ベンゾキノンイミン(NAPQI)によるものである。NAPQIにより肝臓のグルタチオンの減少と肝臓細胞に直接的な害を及ぼす。基本的に薬の服用後、特定の時間に計られた血液中のパラセタモールの数値により診断される。これらの数値はRumack-Matthewノモグラムにグラフ化され、中毒が懸念されるレベルであるか判断される。
過剰摂取直後の場合、治療には活性炭が使用される。強制的に嘔吐させることは勧められない。中毒性の可能性がある場合は、解毒剤であるアセチルシステインが推奨される。薬は一般的に少なくとも24時間投与される。回復後に精神的なケアが必要になる場合がある。肝臓の損傷がひどい場合は肝臓移植が必要になることがある。移植の必要性は、血中pHの低さ、血中乳酸の高さ、血液凝固の欠しさ、重度の肝性脳症などに基づき検討される。早期に治療することにより肝不全になるケースは稀である。パラセタモール中毒による死亡率は症例の約0.1 %である。 
パラセタモール中毒は1960年代に初めて解説された。この中毒の発生率は世界の地域によって大きく異なる。米国では年間10万件を超える症例が発生している。イギリスでは薬の過剰摂取で最も多い中毒である。最も一般的なパラセタモール中毒の罹患者は幼児である。米国と英国では、急性肝不全の最も一般的な原因はパラセタモールである 。 